# Lipowo (powiat giżycki)
Lipowo (niem. Lipowen, 1928–1945 Lindenheim) – wieś w Polsce, położona w województwie warmińsko-mazurskim, w powiecie giżyckim, w gminie Kruklanki.
| SIMC    | Nazwa   | Rodzaj     |
| ------- | ------- | ---------- |
| 0761615 | Majerka | przysiółek |

W latach 1975–1998 miejscowość należała administracyjnie do województwa suwalskiego.